# أوكسيريا ثنائية المأنث
أوكسيريا ثنائية المأنث أو حميضة ثنائية المأنث (الاسم العلمي: Oxyria digyna) هي نوع من النباتات يتبع جنس الأوكسيريا من الفصيلة البطباطية.

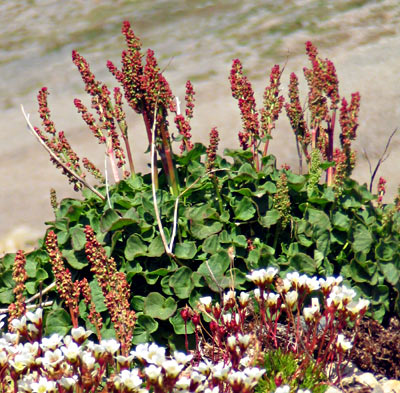
في سفالبارد (بين النرويج والقطب الشمالي)
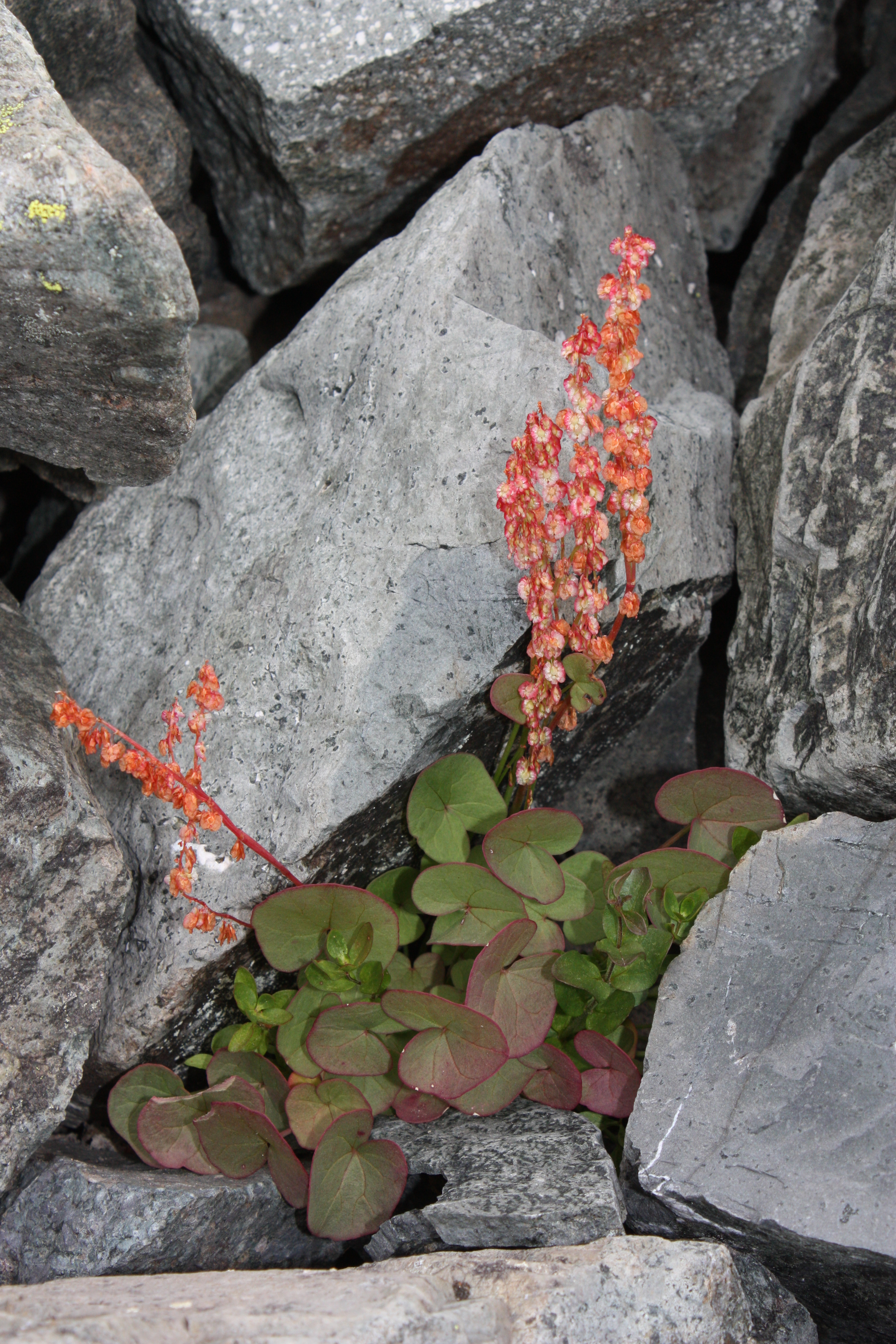
حديقة جبل رينييه
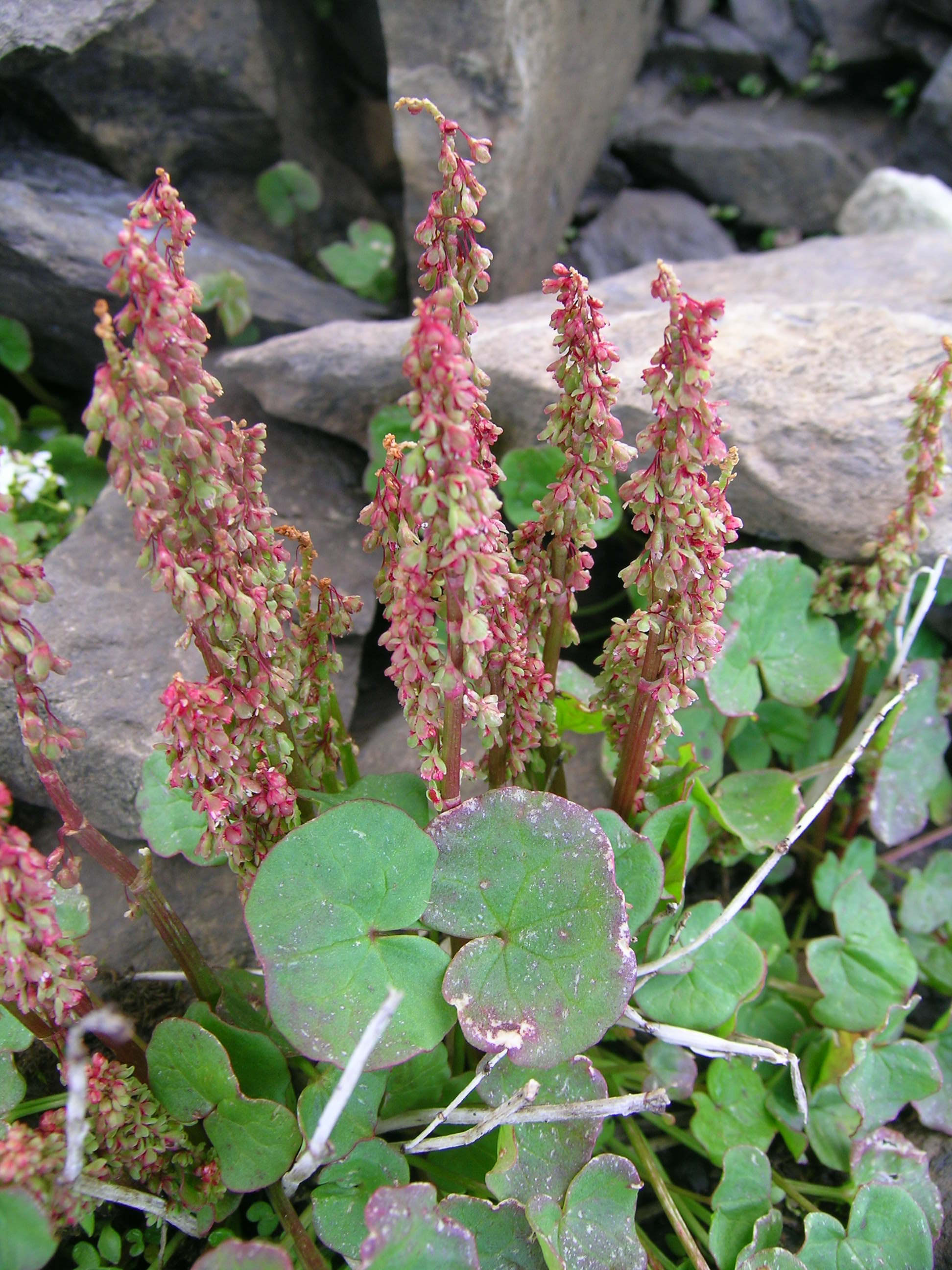
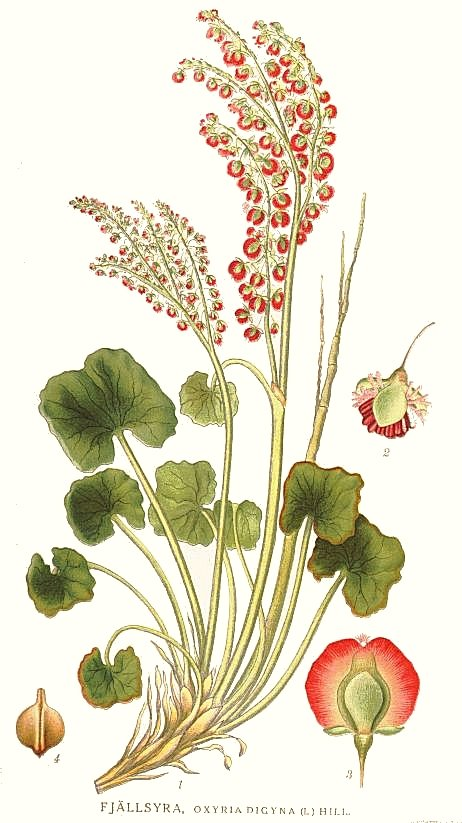
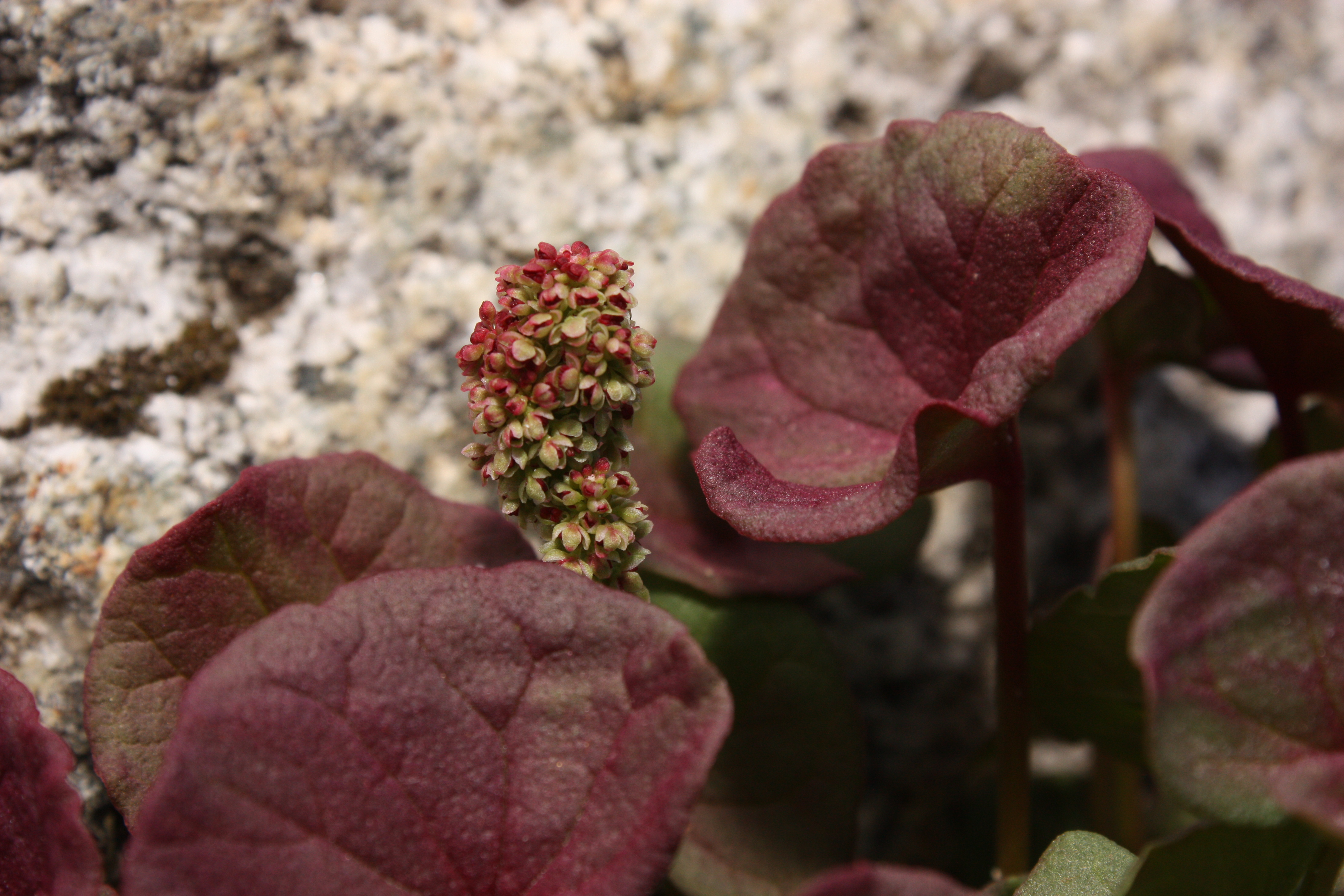
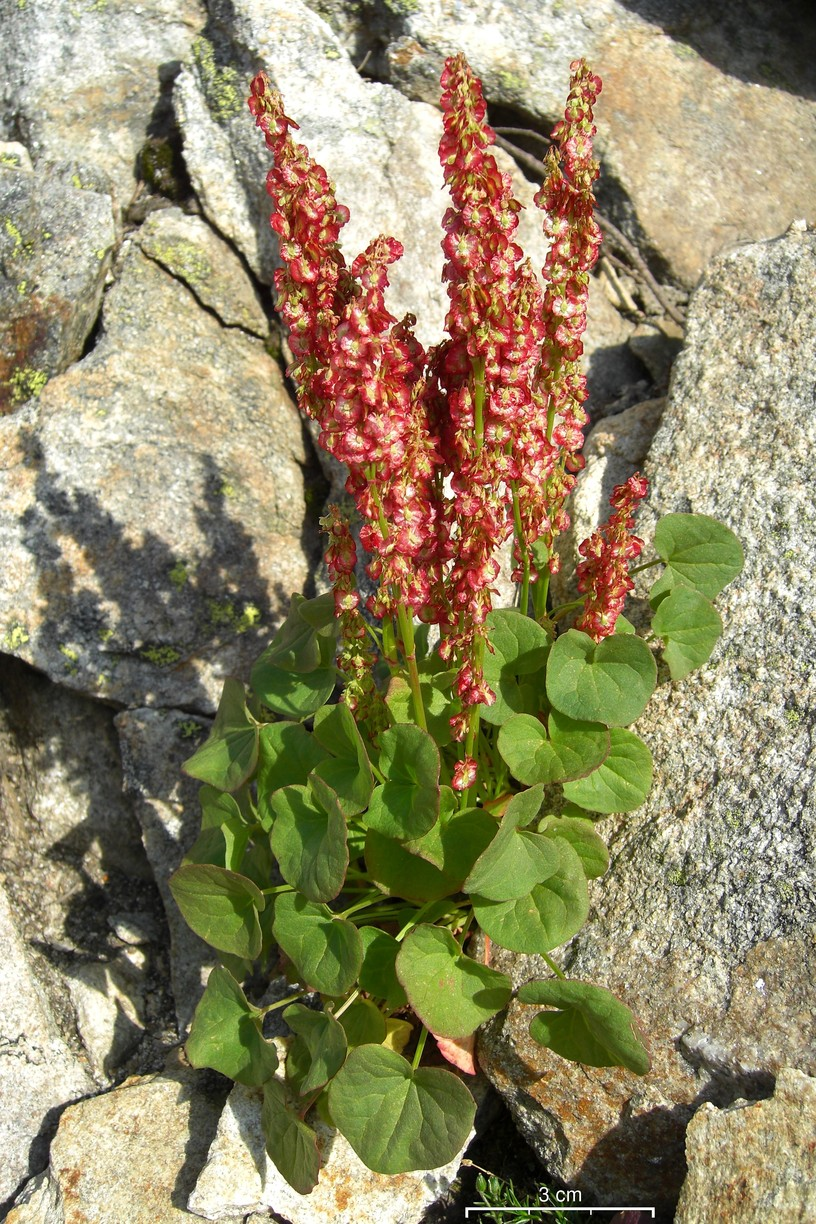